# Снага (физика)
Снага је у физици мера извршеног рада у јединици времена. Може бити и количина енергије која је претворена из једног облика у други за време једне секунде. У физици се симбол P користи за означавање снаге. Математичка релација између снаге, рада (или енергије) и времена је исказана сљедећом формулом:
{\displaystyle P=\lim _{\Delta t\rightarrow 0}{\frac {\Delta W}{\Delta t}}={\frac {dW}{dt}}\,}
где је P снага, W је механички рад и t је време.
У свакодневници (пракси) се користи приближна једначина за просечну снагу:
{\displaystyle P_{\mathrm {prosek} }={\frac {\Delta W}{\Delta t}}\,}
Међународна (СИ) јединица за снагу је Ват (W = J/s), названа по проналазачу Џејмсу Вату. Застарела јединица за снагу је коњска снага. Осим вата, за привидну електричну снагу наизменичне струје може се употребљавати и јединица за снагу волтампер (1 VA = 1 W), а за електричну реактивну (јалову) снагу јединица вар (1 вар = 1 W).
У свакодневној употреби често се снага поистовећује са радом или силом, па се тако може чути на пример како је неко снажан, ако може великом силом деловати на неко тело и притом га помакнути. Према дефиницији снаге у физици, неко је снажнији ако једнаки рад изврши за краће време, или ако у истом времену обави већи рад. За величину механичког рада је свеједно у којем је времену извршена. Међутим, није на пример свеједно да ли је неко извесну количину дрва пилио један или пет сати. Притом је врло важна брзина рада. Рад извршен у 1 секунди зове се снага (учинак, ефект). Према томе снага P (правилно је рећи просечна снага) израчунава се тако да се рад подели са временом у којем је тај рад извршен, то јест:
{\displaystyle P={W \over t}}

## Формална дефиниција снаге
Снага је брзина вршења рада или преноса енергије. Овде се реч „брзина” не односи на кретање у простору, него на брзину промене функције која зависи од времена (вршење рада или пренос енергије), што је по дефиницији деривација те функције по времену:
{\displaystyle P={dW \over dt}}        ili        {\displaystyle P={dE \over dt}}
при чему W означава функцију W(t) која описује рад извршен до тренутка t, рачунајући од неког почетног тренутка. Слово P је почетно слово латинске и енглеске речи за снагу. Лева формула садржана је у десној, будући да је извршени рад једнак количини енергије E(t) која се притом пренесе са једнога тела на друго или из једног система у други. Десна се формула може сматрати уопштенијом утолико што се неки случајеви преноса енергије (нпр. вођење или зрачење топлоте) не посматрају као извршени рад.
У даљњем тексту посматра се снага само као „брзина вршења рада”, да би се избегла понављања, будући да нема значајне концептуалне разлике између „брзине вршења рада” и „брзине преноса енергије”.

### Дефиниција „извршени рад у јединици времена”
Најједноставнија дефиниција за снагу, која је добро полазиште за разумевање појма је: „Снага је извршени рад у јединици времена”. Међутим, она непотпуно описује снагу; то је само број који је једнак просечном износу снаге у тој јединици времена. 
Ипак, ако се рад обавља константном снагом (што је чест случај у различитим уређајима), може се снага рачунати у складу с том једноставном дефиницијом. „Рад у јединици времена” добије се тако да се укупни рад подели с временом у којему је извршен, па се тада формула за снагу често пише овако:
{\displaystyle P={\frac {W}{t}}\,}   ако се снага не мења.
На пример, ако се рад од 12  извршио у времену од 2s, снага је била 6 W - ако се није мењала, тј. ако се рад вршио једнолико. Ако се мењала, па је нпр. у првој секунди извршен рад од 8 , а у другој од 4  (опет укупно 12 ), тада је 6 W била просечна снага у те две секунде, док је у првој секунди просечна снага била 8 W, а у другој 4 W.
Одатле је очито да за детаљнији опис променљиве снаге треба посматрати ситнију раздеобу времена на различите интервале Δt и у њима извршене радове ΔW. У поједином интервалу (без обзира на његову величину) просечна снага се рачуна као: 
{\displaystyle P_{\mathrm {prosj} }={\frac {\Delta W}{\Delta t}}\,}
За потпуни опис променљиве снаге треба одредити функцију P(t) (t се често не пише) која приказује вредност снаге у сваком тренутку t (тренутну снагу). Та се вредност за сваки тренутак, концептуално гледано, одређује тако да се посматра просечна снага у све краћим и краћим временским интервалима око тога тренутка. Тренутна снага је вредност којој притом „тежи” однос ΔW/Δt, што је по дефиницији деривација рада по времену. Описани концепт математички се приказује овако (а у стварном рачуну функција P(t) одређује се према правилима деривирања из функције W(t)):
{\displaystyle P=\lim _{\Delta t\rightarrow 0}{\frac {\Delta W}{\Delta t}}={\frac {dW}{dt}}\,.}

## Снага силе
Кад се посматра рад поједине силе, брзина којом она врши рад назива се снагом те силе. Ако сила има константан износ F, a njezino hvatište prelazi put s у смеру деловања силе, њен се рад рачуна као W=Fs. Снага се рачуна као деривација рада по времену, а у наведеном једноставном случају може се рад само поделити с временом ако је брзина хватишта константна, па се на први поглед види да ће тада бити P=Fv, тј. снага силе једнака је умношку износа силе и износа брзине њенога хватишта.
Генерално, међутим, сила може мењати износ и смер, а њезино хватиште може се кретати променљивом брзином другачијег смера. За израчунавање снаге мора се тада посматрати „бесконачно мали комадић рада”, односно диференцијални израз садржан у интегралу рада, па се као деривација рада по времену добија општи израз (тумачење ознака види код интеграла рада):
{\displaystyle P={\vec {F}}\cdot {\vec {v}}=Fv\cos \alpha \,.}
Често и код неједноликог кретања сила вуче тело у смеру свог деловања, па функција косинус није потребна, те се снага силе може писати као:
{\displaystyle P=Fv\,}        ако се хватиште силе креће у смеру силе.
И без детаљнијег описа сила и трансмисије код убрзавања аутомобила, наведена формула објашњава зашто возило не може при великој брзини постићи тако велико убрзање као при малој. Вучна сила потиче, између осталог, од рада мотора који има декларирану максималну снагу; та снага ограничава максимални износ умношка силе и брзине: што је већа брзина, биће мања сила и убрзање које она даје возилу.

### Коњска снага
Популарна старија јединица за снагу која је и данас допуштена само као додатна информација уз снагу изражену у ватима) била је коњска снага (КС). Дефинисала се као снага силе којом може непрекидно дуго времена деловати један коњ. Замишљени модел био је да коњ подиже терет помоћу ужета пребаченог преко котураче.
Коњска снага износи најчешће око три четвртине киловата. Тачан износ разликује се зависно од јединица које се користе за њен опис у појединим државама (и претпоставкама о терету који коњ може подизати на описани начин). Дефиниција гласи: 1 КС је снага силе која вертикално подиже тело од 75 kg брзином од 1 m/s. Одатле се довија 1 КС = 735,49875 W.

## Снага момента силе
Приликом ротације тела око чврсте осе често се снага описује као снага момента силе, уместо као снага силе. Дакако, то је иста снага, а формула се лако преводи из једног облика у други. Код ротације тела око чврсте осе, рад најчешће врши сила којој се хватиште креће по кружници, а она има смер тангенте на ту кружницу. Брзина хватишта {\displaystyle \scriptstyle v} може се изразити помоћу полупречника кружнице и угаоне брзине {\displaystyle \scriptstyle \omega } (изражене у радијанима по секунди) као {\displaystyle \scriptstyle v=r\omega }. Ако се то уврсти у горњи израз за снагу силе која делује у смеру кретања, добија се {\displaystyle \scriptstyle \ P=Fv=Fr\omega =M\omega }, будући да је {\displaystyle \scriptstyle M=Fr} износ момента силе који закреће тело око чврсте осовине (сила пута крак).
Одатле следи да се снага момента силе око чврсте осе рачуна као:
{\displaystyle P=M\omega \,.}

## Механичка снага
У механици рад извршен на објекту је у вези са силама које на њега дјелују преко релације:
{\displaystyle W=F\cdot \Delta d\,}
где је
 сила
 је вектор помјерања (пут) објекта.
Ово се често објашњава следећим речима: Рад је једнак производу силе која дјелује на објект и помјерању објекта (путу који је објект прешао). Помјерање у смјеру силе даје позитиван рад, а у супротном негативан рад.
Диференцирање по времену даје: 
{\displaystyle P(t)=\mathbf {F} (t)\cdot \mathbf {v} (t)\,}.
гдје је v(t) брзина објекта.
Просјечна снага је онда:
{\displaystyle P_{\mathrm {avg} }={\frac {1}{\Delta t}}\int \mathbf {F} \cdot \mathbf {v} \;\mathrm {d} t\,}.
Код ротационих система, снага је везана с обртним моментом (τ) и угаоном брзином (ω):
{\displaystyle P(t)=\mathbf {\tau } (t)\cdot \mathbf {\omega } (t)\,}.
Просјечна снага јест:
{\displaystyle P_{\mathrm {avg} }={\frac {1}{\Delta t}}\int \mathbf {\tau } \cdot \mathbf {\omega } \;\mathrm {d} t\,}.
Код хидрауличких и пнеуматских система, снага је повезана с притиском p и протоком T:
{\displaystyle P=p\cdot T}
гдје је
 притисак (у паскалима, or N/m2)
 проток (у m3/)

## Електрична снага

### Тренутна електрична снага
Тренутна електрична снага P дата некој компоненти је дата са:
{\displaystyle P(t)=I(t)\cdot U(t)\,}
где је
 тренутна електрична снага, у ватима.
 разлика потенцијала или напон, у волтима.
 електрична струја крој компоненту, у амперима.
Ако је компонента отпорник онда је:
{\displaystyle P=I^{2}\cdot R={\frac {U^{2}}{R}}\,}
гдје је
{\displaystyle R=U/I\,}
R је електрични отпор у омима.
Ако је компонента кондензатор или завојница, тренутна снага је негативна када су струја и напон супротног знака.

### Просечна снага за синусоидалне напоне
Просечна снага компоненте која се напаја из синусоидалног извора електричне енергије је производ ефективних вриједности напона и струје кроз компоненту, и фазног угла између напона и струје.
{\displaystyle P=I\cdot V\cdot \cos \varphi \,}
где је
 просјечна снага у ватима
 је ефективна вредност синусоидалне струје, у амперима
 је ефективна вредност синусоидалног напона, у волтима
{\displaystyle \varphi } је фазни угао (померај) између таласа напона и струје
Амплитуде синусоидалних напона и струја се обично дају као ефективне вриједности. На примјер напон мреже од 220 волти значи да је ефективна вриједност напона 220 волти, а не вршна.
Овако прорачуната снага се зове реална снага, за разлику од привидне и реактивне (јалове) снаге. За отпорне потрошаче као што су гријачи рецимо, фазни угао је нула (косинус од нуле је 1), и ефективна и привидна снага су једнаке.

### Просечна електрична снага за наизменичну струју
{\displaystyle P={1 \over T}\int _{0}^{T}i(t)\cdot v(t)\,dt\,}
Гдје су v(t) и i(t) тренутне вриједности напона и струје.
За чисто отпорне компоненте просјечна снага је једнака производу ефективне струје и напона. Код комплексних трошила, фактор корекције (косинус фазног угла) се мора узети у обзир.

### Вршна снага и пулсни таласни облици
Ако имамо поворку идентичних импулса тренутна снага је периодична функција времена. Однос трајања импулса према периоду импулса је једнак односу просјечне према вршној снази.
Ако имамо периодични сигнал {\displaystyle s(t)} с периодом {\displaystyle T}, тренутна снага {\displaystyle p(t)=|s(t)|^{2}} је исто периодична функција периода {\displaystyle T}. Вршна снага јест:
{\displaystyle P_{0}=\max(p(t))}.
Вршна снага се не може увијек лако измјерити, и мјерење просјечне снаге је чешће. Ако је енергија пулса дефинисана као:
{\displaystyle \epsilon _{\mathrm {pulse} }=\int _{0}^{T}p(t)\mathrm {d} t\,}
онда је просјечна снага:
{\displaystyle P_{\mathrm {avg} }={\frac {1}{T}}\int _{0}^{T}p(t)\mathrm {d} t={\frac {\epsilon _{\mathrm {pulse} }}{T}}\,}.
Дужина импулса се може исказати са {\displaystyle \tau } тако да је {\displaystyle P_{0}\tau =\epsilon _{\mathrm {pulse} }}, тако да односи постају једнаки:
{\displaystyle {\frac {P_{\mathrm {avg} }}{P_{0}}}={\frac {\tau }{T}}\,}